# 雲州平田駅
雲州平田駅（うんしゅうひらたえき）は、島根県出雲市平田町に位置する一畑電車北松江線の駅。一畑電車の本社所在地でもある。駅番号は9。
2010年5月29日公開の松竹映画『RAILWAYS 49歳で電車の運転士になった男の物語』の主要な舞台となった駅の一つ。駅ホームや車両区内でロケが行われていた。

## 概要
一畑電車の駅では唯一会社の直営駅である。運転指令室や列車区（乗務員の所属先）、車両区（車両基地や検修施設）などの運転関係の各部署に加え、駅舎2階には一畑電車の本社が置かれており、早朝には当駅始発列車、夜間には当駅止の列車が設定されている。
一時期平田市駅と名乗っていたが、2005年3月22日に平田市が出雲市との新設合併により廃止されたことから、同日に開業時の駅名である雲州平田駅に戻された。
平田市街地の観光・地域の活性化や電車利用促進を図って、2011年10月22日より途中下車可能駅となった。これは一畑口駅に次いで2駅目となる。

## 歴史
- 1914年（大正3年）4月29日：雲州平田駅として開業。当初は終着駅。
- 1915年（大正4年）2月4日：当駅 - 一畑間が開業、中間駅となる。
- 1967年（昭和42年）11月1日：3代目となる現在の駅舎が完成。
- 1970年（昭和45年）10月1日：平田市駅に改称。
- 1973年（昭和48年）3月16日：貨物取扱廃止[2]。
- 2005年（平成17年）3月22日：雲州平田駅に改称。
- 2006年（平成18年）4月1日：一畑電気鉄道の持株会社移行に伴い、新設の一畑電車株式会社が鉄道事業を承継。
- 2011年（平成23年）10月22日：途中下車可能駅となる。

## 駅構造

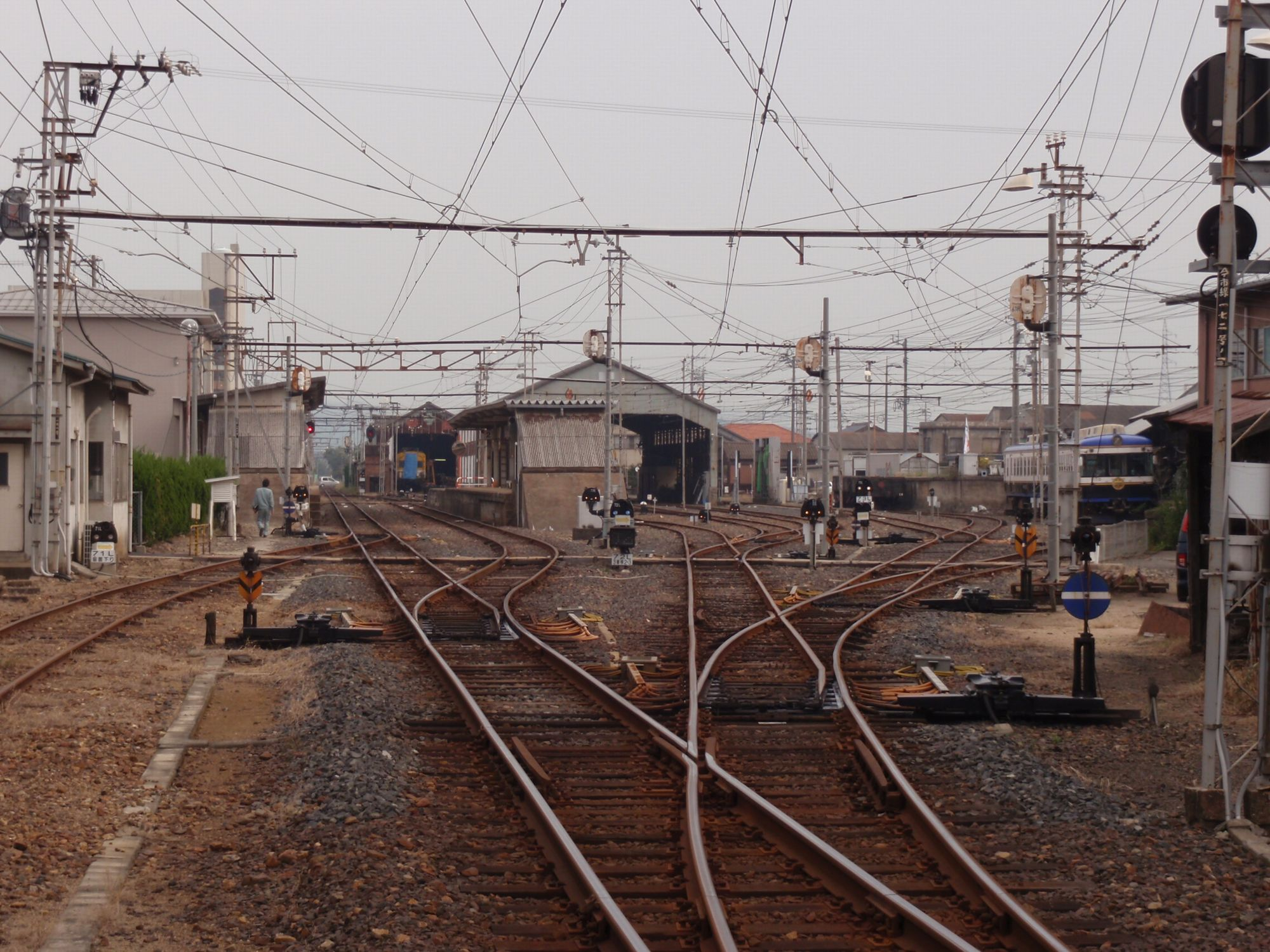
構内（2010年10月）

単式・島式ホーム2面3線を有する地上駅。一畑電車の車庫に隣接している。
通常は上下列車とも駅舎寄りの1番のりばを使用し、列車交換を行う場合は上り列車（電鉄出雲市方面）が2番のりばに入線する。3番のりばは上下列車ともに車両交換時ののりばとして使用されている。
雲州平田駅プラットホーム
| 1 | （通常はこちらを使用）                   |
| 2 | （列車交換時に電鉄出雲市方面列車が使用） |
| 3 | （車両交換時に使用）                     |

## 利用状況
各年度の1日平均の利用者数は以下の通り。
| 年度               | 1日平均 乗車人員 | 1日平均 乗降人員 |
| ------------------ | ---------------- | ---------------- |
| 1999年（平成11年） | 589              | 1,103            |
| 2000年（平成12年） | 572              | 1,163            |
| 2001年（平成13年） | 619              | 1,258            |
| 2002年（平成14年） | 793              | 1,644            |
| 2003年（平成15年） | 794              | 1,598            |
| 2004年（平成16年） | 771              | 1,552            |
| 2005年（平成17年） | 509              | 1,074            |
| 2006年（平成18年） | 495              | 1,021            |
| 2007年（平成19年） | 571              | 1,125            |
| 2008年（平成20年） | 587              | 1,138            |
| 2009年（平成21年） | 639              | 1,224            |
| 2010年（平成22年） | 625              | 1.199            |
| 2011年（平成23年） | 610              | 1,194            |
| 2012年（平成24年） | 600              | 1,187            |
| 2013年（平成25年） | 636              | 1,278            |
| 2014年（平成26年） | 572              | 969              |
| 2015年（平成27年） | 560              | 1,097            |
| 2016年（平成28年） | 539              | 1,087            |
| 2017年（平成29年） | 532              | 1,072            |
| 2018年（平成30年） | 572              | 1,144            |
| 2019年（令和元年） | 611              | 1,184            |
| 2020年（令和02年） | 446              | 921              |
| 2021年（令和03年） | 474              | 936              |
| 2022年（令和04年） | 502              |                  |
| 2023年（令和05年） | 473              |                  |

## 駅周辺
- 出雲市役所平田行政センター（旧・平田市役所）
- 平田郵便局
- みなみ保育所
- 出雲市立平田幼稚園
- 出雲市立平田小学校
- 出雲市立総合医療センター
- 出雲市立平田図書館
- 平田生活バスターミナル
- 前川鋳工造機平田工場
- 国道431号

## 隣の駅
一畑電車
■北松江線
■特急「スーパーライナー」（平日下り1本のみ）
川跡駅（5）→ 雲州平田駅（9）→ 一畑口駅（13）
■急行
川跡駅（5）- 雲州平田駅（9）- 布崎駅（10）
■普通
旅伏駅（8）- 雲州平田駅（9）- 布崎駅（10）